# Депю (Іллінойс)
Депю (англ. DePue) — селище (англ. village) в США, в окрузі Бюро штату Іллінойс. Населення — 1633 особи (2020).

## Географія
Депю розташований за координатами 41°19′38″ пн. ш. 89°17′45″ зх. д. / 41.32722° пн. ш. 89.29583° зх. д. (41.327184, -89.295950).  За даними Бюро перепису населення США в 2010 році селище мало площу 7,76 км², з яких 7,09 км² — суходіл та 0,67 км² — водойми.

## Демографія
Згідно з переписом 2010 року, у селищі мешкало 1838 осіб у 630 домогосподарствах у складі 433 родин. Густота населення становила 237 осіб/км².  Було 689 помешкань (89/км²).
Расовий склад населення:
| - 68,5 % — білих - 1,8 % — азіатів - 1,0 % — чорних або афроамериканців - 0,8 % — корінних американців - 26,0 % — осіб інших рас |

До двох чи більше рас належало 1,9 %. Частка іспаномовних становила 54,7 % від усіх жителів.
За віковим діапазоном населення розподілялося таким чином: 30,1 % — особи молодші 18 років, 57,4 % — особи у віці 18—64 років, 12,5 % — особи у віці 65 років та старші. Медіана віку мешканця становила 33,7 року. На 100 осіб жіночої статі у селищі припадало 106,5 чоловіків;  на 100 жінок у віці від 18 років та старших — 101,6 чоловіків також старших 18 років.
Середній дохід на одне домашнє господарство  становив 50 214 долари США (медіана — 38 250), а середній дохід на одну сім'ю — 56 088 доларів (медіана — 47 125). Медіана доходів становила 28 250 доларів для чоловіків та 31 071 долар для жінок. За межею бідності перебувало 14,4 % осіб, у тому числі 21,7 % дітей у віці до 18 років та 9,0 % осіб у віці 65 років та старших.
Цивільне працевлаштоване населення становило 827 осіб. Основні галузі зайнятості: сільське господарство, лісництво, риболовля — 21,3 %, роздрібна торгівля — 17,2 %, виробництво — 10,6 %, мистецтво, розваги та відпочинок — 9,8 %.